# Lentegí
Lentegí é um município da Espanha na província de Granada, de área 23,84 km² com população de 333 habitantes (2007) e densidade populacional de 13,84 hab/km².

## Demografia
| Variação demográfica do município entre 1991 e 2004 | Variação demográfica do município entre 1991 e 2004 | Variação demográfica do município entre 1991 e 2004 | Variação demográfica do município entre 1991 e 2004 |
| --------------------------------------------------- | --------------------------------------------------- | --------------------------------------------------- | --------------------------------------------------- |
| 1991                                                | 1996                                                | 2001                                                | 2004                                                |
| 383                                                 | 356                                                 | 337                                                 | 330                                                 |